# Pyrzowice
Pyrzowice ist ein Dorf im Powiat Tarnogórski in der Woiwodschaft Schlesien in Polen. Es gehört zur Gmina Ożarowice und ist in Polen für den Flughafen Katowice bekannt.
Pyrzowice liegt am Nordrand der Oberschlesischen Platte im historisch kleinpolnischen Dombrowaer Kohlebecken, etwa 22 km nördlich von Katowice und rund 16 km östlich der Kreisstadt Tarnowskie Góry.

## Geschichte

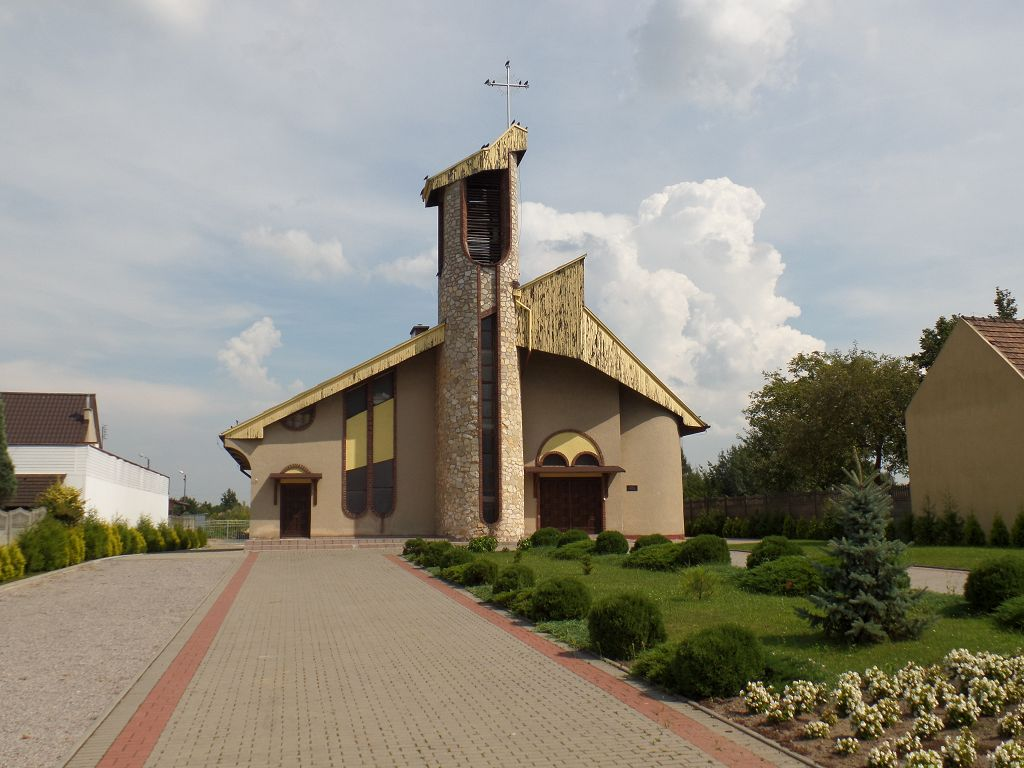
Kirche in Pyrzowice

Zum ersten Mal wird Pyrzowice 1340 erwähnt als Besitz der Norbertinerinnen in Zwierzyniec bei Krakau, es lag damals im Herzogtum Teschen bzw. Herzogtum Siewierz, das 1443 mit dem Dorf Pirzowicze an die Krakauer Bischöfe verkauft wurde. In den folgenden Jahrhunderten hatte das Dorf verschiedene Besitzer. Der patronymische Name ist vom Personennamen Pyrz abgeleitet.
Im Zuge der Dritten polnischen Teilung kam es 1795 an Preußen als Teil von Neuschlesien. 1807 kam es ins Herzogtum Warschau und 1815 ins neu entstandene russisch beherrschte Kongresspolen. Nach dem Ende des Ersten Weltkriegs kam Pyrzowice zu Polen. Im Jahr 1921 hatte die Ortschaft Pyrzowice der Gemeinde Ożarowice im Powiat Będziński der Woiwodschaft Kielce 71 Häuser mit 397 Einwohnern, die alle römisch-katholischen Polen waren.
Beim Überfall auf Polen 1939 wurde das Dorf von den Deutschen besetzt und der Powiat Będziński wurde zum Landkreis Bendsburg im neuen „Ostoberschlesien“ zugeordnet. Im Jahr 1940 legte die deutsche Luftwaffe auf dem nördlichen Gebiet des Dorfes einen Militärflugplatz an. Nach dem Zweiten Weltkrieg war bis 1951 die Rote Armee auf dem Flugplatz. Danach übernahm die polnische Luftwaffe den Flugplatz. Im Jahr 1966 wurde die erste zivile Flugverbindung aufgenommen. Daraus entwickelte sich der Flughafen Katowice. Die polnische Luftwaffe übergab den Flughafen am 1. Mai 1994 in zivile Hände.
Von 1954 bis 1972 gehörte das Dorf zur Gromada Ożarowice.
Von 1950 bis 1998 gehörte das Dorf zur Woiwodschaft Kattowitz.

## Verkehr
Am Nordrand des Dorfes liegt der internationale Flughafen Katowice-Pyrzowice, zwischen Ort und Flughafen liegt der Bahnhof Pyrzowice Lotnisko an der Bahnstrecke Tarnowskie Góry–Zawiercie.
Am Dorf führt die Autostrada A1 vorbei und befindet sich das Autobahnkreuz Pyrzowice, wo die Droga ekspresowa S1 und die Droga ekspresowa S11 auf die Autostrada A1 treffen.
Ebenfalls am Flughafen beginnt die Droga wojewódzka 913. Sie führt von dort nach Sarnów und stößt dort auch auf die Droga krajowa 86. Sie hat aber durch die Fertigstellung der S1 sehr an Bedeutung verloren.